# Scott & Bailey
Scott & Bailey is een Britse politieserie die tussen 2011 en 2016 werd uitgezonden. Het eerste seizoen van zes afleveringen werd vanaf 29 mei 2011 op ITV1 uitgezonden. Het tweede van acht afleveringen begon op 12 maart 2012. De Vlaamse publieke zender Eén kocht het eerste seizoen voor uitzending in het voorjaar van 2012. Het tweede werd in het najaar van 2012 uitgezonden. In Nederland begon uitzending van seizoen 1 op 20 februari 2013 bij de KRO. Aflevering 1 van seizoen 2 was bij deze omroep te zien op 7 juni 2013.
Op 13 maart 2016 begon de uitzending van het vijfde en laatste seizoen.

## Verhaalopzet
Het verhaal is gebaseerd op een origineel idee van Suranne Jones (tevens een van de hoofdrolspeelsters) en Sally Lindsay. Zij volgen het concept van uitvoerend producent Nicola Shindler, die op haar beurt het project overnam van schrijfster Sally Wainwright. Het is grotendeels gefilmd in Greater Manchester.
De show draait om het persoonlijke en professionele leven van twee detective constables, Rachel Bailey (Suranne Jones) en Janet Scott (Lesley Sharp). Zij zijn beiden lid van het Major Incident Team van de fictieve Manchester Metropolitan Police, onder leiding van hoofdinspecteur Gill Murray (Amelia Bullmore). Rachel en Janet zijn goede vrienden, hoewel hun persoonlijkheden aanzienlijk verschillen. Rachel is impulsief en vrijdenkend, terwijl Janet subtiel en wijs is. Janet, die ouder is dan Rachel, is getrouwd en heeft twee dochters, hoewel haar huwelijk een beetje muf is en wordt ontsierd door een kortstondige affaire met collega Andy (Nicholas Gleaves). Later gaat Janet toch scheiden van haar man en vraagt haar moeder bij haar in te trekken zodat zij kan blijven werken terwijl haar moeder op haar kinderen let. Rachel heeft geen gezin, maar had een stormachtige en onstabiele relatie met advocaat Nick (Rupert Graves) van wie zij ontdekt dat hij al getrouwd is, kinderen heeft en een rokkenjager is. Zij besluit later toch haar relatie met Nick te beëindigen. Ze ontdekt dat Nick een moordaanslag op haar heeft laten plegen. Als Nick later vermoord wordt, is Rachel de hoofdverdachte, later wordt duidelijk dat haar broer Dominic hiervoor verantwoordelijk is, hij wordt hiervoor ook naar de gevangenis gestuurd. Rachel ontmoet dan haar oude jeugdvriend Sean McCartney (Sean Maguire) waarmee zij een relatie krijgt wat eindigt in een bruiloft. Later krijgt Rachel spijt van hun huwelijk en laat deze bewust ontsporen door een affaire te beginnen met haar collega Kevin Lumb. Niet alles gaat fout in haar persoonlijk leven, op haar werk wordt zij gepromoveerd tot brigadier, zij weet alleen niet dat zij tweede keus was nadat Janet deze promotie had afgewezen.

## Rolverdeling

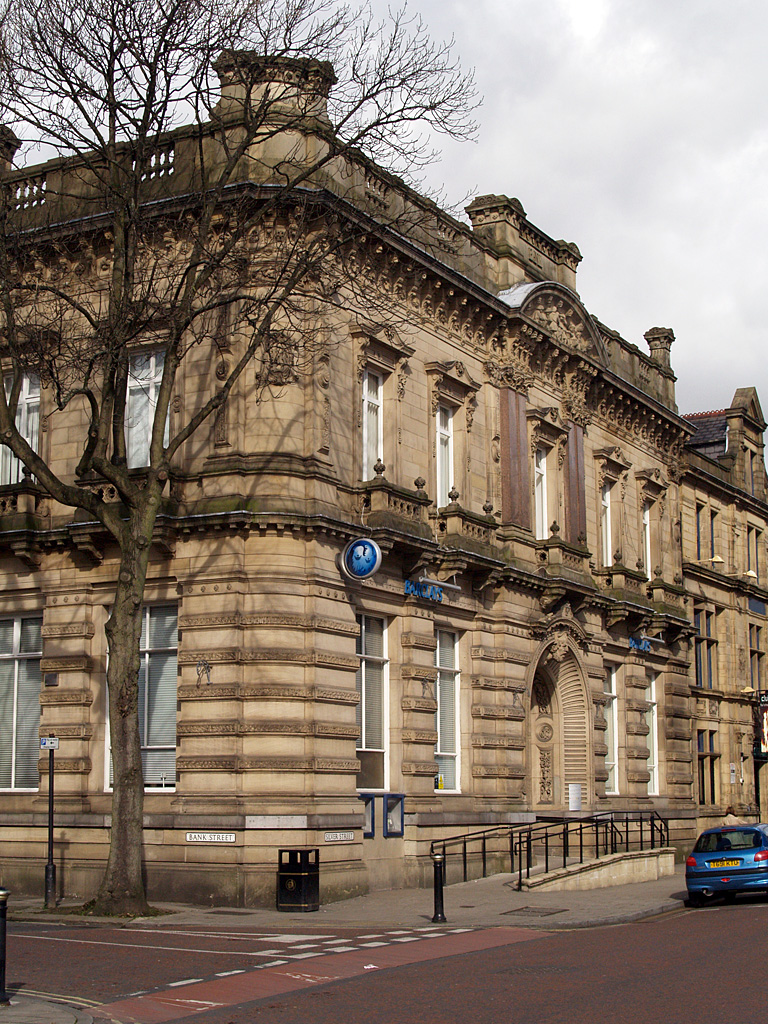
Een voormalig kantoor van Barclays wat in de eerste drie seizoenen diende als locatie van het politiehoofdkantoor

### Hoofdrollen
| Acteur          | Personage                        | Seizoenen |
| --------------- | -------------------------------- | --------- |
| Suranne Jones   | rechercheur Rachel Bailey        | 1 t/m 5   |
| Lesley Sharp    | rechercheur Janet Scott          | 1 t/m 5   |
| Amelia Bullmore | hoofdinspecteur Gill Murray      | 1 t/m 4   |
| David Prosho    | rechercheur Ian "Mitch" Mitchell | 1 t/m 5   |
| Tony Mooney     | rechercheur Pete Readyough       | 1 t/m 5   |
| Delroy Brown    | rechercheur Lee Broadhurst       | 1 t/m 5   |
| Ben Batt        | rechercheur Kevin Lumb           | 1 t/m 3   |

### Terugkerende Rollen
| Acteur            | Personage                   | Seizoenen |
| ----------------- | --------------------------- | --------- |
| Nicholas Gleaves  | brigadier Andy Roper        | 1 t/m 2   |
| Rupert Graves     | advocaat Nick Savage        | 1         |
| Sean Maguire      | politieagent Sean McCartney | 2 t/m 3   |
| Danny Miller      | brigadier Rob Waddington    | 3 t/m 4   |
| Danny Webb        | rechercheur Chris Crowley   | 4         |
| Harriet Waters    | Elise Scott                 | 1 t/m 5   |
| Olivia Rose Smith | Elise Scott                 | 2 t/m 4   |
| Tony Pitts        | Adrian Scott                | 1 t/m 3   |
| Pippa Haywood     | Superintendent Julie Dodson | 2 t/m 5   |
| Judith Barker     | Dorothy Parsons             | 2 t/m 5   |
| Nicola Walker     | Helen Bartlett              | 3         |
| Liam Boyle        | Dominic Bailey              | 2 t/m 3   |
| Sally Lindsay     | Alison Bailey               | 1 t/m 5   |
| Judy Holt         | Scary Mary Jackson          | 3 t/m 5   |